# Uhlwiller
Uhlwiller é uma comuna francesa na região administrativa de Grande Leste, no departamento Baixo Reno. Estende-se por uma área de 7,48 km². Em 2010 a comuna tinha 693 habitantes (densidade: 92,6 hab./km²).